# Sunny Passion
『Sunny Passion』（サニー パッション）は、メディアミックス作品群『ラブライブ!スーパースター!!』に登場する2人組女性スクールアイドルグループ、およびそのキャラクターの声を演じる声優達による実在の2人組女性声優ユニットの名称である。
現実世界における所属レーベルはランティス。
本項では声優ユニットとしてのSunny Passionについて解説する。

## 概要
詳細は「ラブライブ!スーパースター!!#Sunny Passion（サニーパッション）」を参照
オールメディアプロジェクト『ラブライブ!シリーズ』の第4作『ラブライブ!スーパースター!!』に登場するスクールアイドルである「Sunny Passion」のメンバーを演じる声優陣による声優ユニット。
第2作『ラブライブ!サンシャイン!!』に登場したライバルユニット『Saint Snow』に続く、『ラブライブ!スーパースター!!』の『Liella!』のライバルグループである。

## 略歴
2022年1月15・16日、Liella!とともに『ラブライブ！スーパースター!! Liella! First LoveLive! Tour ～Starlines～』東京追加公演に出演。
同年2月2日にアニメ挿入歌シングル『HOT PASSION!!』をリリース。
同年3・4月に開催された、『ラブライブ！スーパースター!! Liella! 2nd LoveLive! ～What a Wonderful Dream!!～』名古屋公演・横浜公演にゲスト出演した。
それから約2年間、音楽活動を行なっていなかったが、2024年3月に開催された『LoveLive! Series Presents ユニット甲子園 2024』に出演し、ライブパフォーマンスを行なった。

## メンバー
Sunny Passionは、以下の2名で構成される。各メンバーの基本データについては以下の通り。

### Sunny Passionメンバー基本データ一覧
| ライブカラー           | 名前/読み                   | 担当声優 | 誕生日 | 身長  |
| ---------------------- | --------------------------- | -------- | ------ | ----- |
| パッションサンフラワー | ひじりさわ ゆうな 聖澤 悠奈 | 吉武千颯 | 8/11   | 159cm |
| パッションワインレッド | ひいらぎ まお 柊 摩央       | 結木ゆな | 12/2   | 169cm |

## 作品

### アニメ関連シングル
|        | 発売日       | タイトル      | アーティスト名 | 規格品番   | 最高位 | 備考  |
| 第1期  | 第1期        | 第1期         | 第1期          | 第1期      | 第1期  | 第1期 |
| ------ | ------------ | ------------- | -------------- | ---------- | ------ | ----- |
| 挿入歌 | 2022年2月2日 | HOT PASSION!! | Sunny Passion  | LACM-24240 | 6位    |       |

## 出演番組

### Webラジオ

#### ラブライブ！スーパースター!! 結女放課後放送局リエラジ!
|        | 放送年 | 配信日   | 出演者                            | ゲスト             |
| ------ | ------ | -------- | --------------------------------- | ------------------ |
| 第41回 | 2021年 | 12月7日  | 伊達さゆり、岬 なこ、ペイトン尚未 | 結木ゆな、吉武千颯 |
| 第43回 | 2021年 | 12月21日 | 伊達さゆり、Liyuu、青山なぎさ     | 結木ゆな、吉武千颯 |
| 第49回 | 2022年 | 2月1日   | 伊達さゆり、岬 なこ、青山なぎさ   | 結木ゆな、吉武千颯 |

## ライブ

### ゲスト出演ライブ・イベント
| 公演年 | タイトル                                                                             | 公演日  | 出演者 | 会場                 |
| ------ | ------------------------------------------------------------------------------------ | ------- | ------ | -------------------- |
| 2022年 | ラブライブ！スーパースター!! Liella! First LoveLive! Tour ～Starlines～ 東京追加公演 | 1月15日 | 全員   | 東京ガーデンシアター |
| 2022年 | ラブライブ！スーパースター!! Liella! First LoveLive! Tour ～Starlines～ 東京追加公演 | 1月16日 | 全員   | 東京ガーデンシアター |